# Club Deportivo Walter Ferretti
El Club Deportivo Walter Ferretti es un club deportivo de fútbol fundado en la ciudad de Managua en el año 1984 y actualmente compite en Copa Primera y en laPrimera División de Nicaragua.
Es uno de los equipos que desde su ascenso a Primera División no ha descendido, además de ser el único equipo nicaragüense en ganar 2 partidos consecutivos en la Copa Interclubes UNCAF 1999.

## Historia
El Club Deportivo Walter Ferretti comenzó como un equipo de la Policía Nacional de Nicaragua en 1984. Fue fundado a iniciativa del comandante guerrillero Walter Ferretti Fonseca, jugando inicialmente en la liga institucional del Ministerio del Interior (MINT) bajo las siglas DGPS (Dirección General de la Policía Sandinista). En el fútbol federado, inicio desde la Tercera división ganando su promoción o ascenso a la Segunda división, a partir de lo cual el equipo llegó a conformarse por miembros de todas las direcciones del MINT. De esta época fueron jugadores titulares: Irvin Escoto, el teniente Mauricio Cedeño, los oficiales William y Fernando Aguirre, Henry "Hueso" Urbina, el doctor Jimmy López e Iván Vado.
En 1985 conquista el título de Campeón Nacional de Segunda División de manera invicta lo que le permite subir a la Primera división, el máximo nivel del fútbol de Nicaragua.
El equipo debuta oficialmente en los Campeonatos Nacionales de Primera División en 1987 enfrentándose al equipo Búfalos, derrotándolo 4-1 con anotaciones de Daniel Zamora, William Aguirre, Aldo Blanco y Róger Vargas. Desde ese año el Club se ha mantenido en la Primera División.
A partir del 10 de marzo de 1991, la Junta Directiva del equipo presidida por Carlos Vásquez, segundo presidente en la historia de Club, decidió cambiar el nombre a "Club Deportivo Walter Ferretti", en honor a su fundador Comandante Walter Ferretti Fonseca, quien falleció en un accidente de tránsito en 1988.
Entre los años 1998 y 2001, los Rojinegros se coronaron Campeones Nacionales, estos Campeonatos Nacionales en la historia del Club fueron contra Masachapa FC y Diriangen FC, respectivamente.
El primer encuentro internacional que llega a tener el equipo es en el año 1999, en la extinta Copa UNCAF, contra el Acros FC de Belice, derrotándolo 1-0, con gol realizado por Henry Urbina. Urbina estuvo con el equipo durante el periodo 1987-2001, siendo uno de los jugadores íconos del Orgullo rojinegro. Llegó a fungir como director de las fuerzas básicas del Club.
El segundo desafío internacional fue contra el equipo  Club Deportivo FAS de El Salvador, con una sorprendente victoria 2-1, con anotaciones de Armando Astorga y José María Bermúdez ("Chema"). Estos encuentros internacionales se realizaron en el Estadio Cacique Diriangen de la ciudad de Diriamba.
Durante la Temporada 2009-2010 el CD Walter Ferretti ganó el Torneo de Apertura, ganando 4-1 al Real Estelí FC en el Estadio Olímpico IND. 
Al siguiente año en la Temporada 2010-2011 el equipo volvió a consagrarse Campeón del Torneo Apertura ganando 2-1 al Diriangen FC en el Estadio Cacique Diriangen en Diriamba. Ambos torneos fueron conquistados bajo el mando como director técnico del Hondureño, José Valladares. Asimismo, la Presidencia del Club era dirigida por el Comisionado General en retiro Carlos Palacios (tercer Presidente en la historia del equipo).
En 2014 el equipo Rojinegro consigue consagrarse como el campeón del Torneo Apertura 2014 con el brasileño Flavio Da Silva al mando tras ganarle un global de 1x0 al Real Estelí FC. Esta vez bajo la presidencia del Comisionado Mayor Emilio Rodríguez.
En 2015, luego de 14 años, el equipo rojinegro capitalino logró coronarse como Campeón Nacional de Nicaragua al derrotar nuevamente al Real Estelí FC con un marcador final de 2x1. Ese mismo año representó a Nicaragua en la Concacaf Liga de Campeones 2015-16 con una gran actuación ante el Club América de México y Club Deportivo Motagua de Honduras.

### Colores y Barra
Los colores de local del equipo son el rojo y el negro, que están representados en su escudo.
Su barra es conocida como La Banda del 87, constituida por habitantes de Managua y con presencia en otros departamentos del país.

## Plantel y cuerpo técnico
Última actualización: 12 de agosto, 2025

### Jugadores
| No. | Posición | Nacionalidad | Nombre               |
| --- | -------- | ------------ | -------------------- |
| 1   | ARQ      | NI           | Cristhian Cerpa      |
| 14  | ARQ      | NI           | Ronaldo Espinoza     |
| 24  | ARQ      | NI           | Huberts Ibarra       |
| 2   | DEF      | NI           | Joel Obando          |
| 4   | DEF      | NI           | Randy Benavides      |
| 11  | DEF      | NI           | Brayan Marín         |
| 12  | DEF      | NI           | Bryan Astúa          |
| 15  | DEF      | NI           | Sheldon Harris       |
| 17  | DEF      | NI           | Ronney Talavera      |
| 22  | DEF      | NI           | Camphers Pérez       |
| 23  | DEF      | NI           | Federico Moreira     |
| 26  | DEF      | NI           | Francisco Vallecillo |
| 9   | DEL      | BR           | Lucas Dos Santos     |
| 18  | DEL      | PA           | Omar Hinestroza      |
| 50  | DEL      | NI           | José Matamoros       |
| 5   | MED      | NI           | Nahum Peralta        |
| 6   | MED      | NI           | Tulio López          |
| 7   | MED      | NI           | Jehu Flores          |
| 8   | MED      | NI           | Joao Cáceres         |
| 10  | MED      | PA           | Luis Cañate          |
| 13  | MED      | NI           | Norlan Cuadra        |
| 20  | MED      | AR           | Carlos Torres        |
| 21  | MED      | NI           | Jorge Betancur       |
| 25  | MED      | NI           | Olsztyn Reyes        |
| 38  | MED      | NI           | Josué Rostrán        |
| 41  | MED      | NI           | Miguel Pacheco       |
| 66  | MED      | NI           | Ángel Cruz           |

### Cuerpo técnico
| Posición               | Nombre          |
| ---------------------- | --------------- |
| Head coach             | Sting López     |
| Assistant coach        | Miguel Masis    |
| Preparador Físico      | Jorge Querol    |
| Preparador de Porteros | Máximo Delgado  |
| Fisioterapeuta         | Alba Hernández  |
| Utilero                | Ignacio Rosales |
| Delegado de Campo      | Carlos Pérez    |
| Médico                 | Jimmy López     |

## Estadio
El CD Walter Ferretti oficia de local en el estadio Nacional de Fútbol, localizado en la ciudad de Managua. 
Pese a que no está finalizado, tiene la aprobación de la FIFA para realizar partidos internacionales, usándose en las eliminatorias para la Copa Mundial de Fútbol de 2014 jugando dos partidos en este estadio, el primero ante Panamá (1-2) y luego contra Dominica (1-0)

## Palmarés
- Primera División de Nicaragua (4): 1997/98, 2000/01, 2014/15, Ap. 2017
- Segunda División de Nicaragua (1): 1985
- Copa Primera (2): 2021, 2022